# St. Bonifatius (Holzsußra)

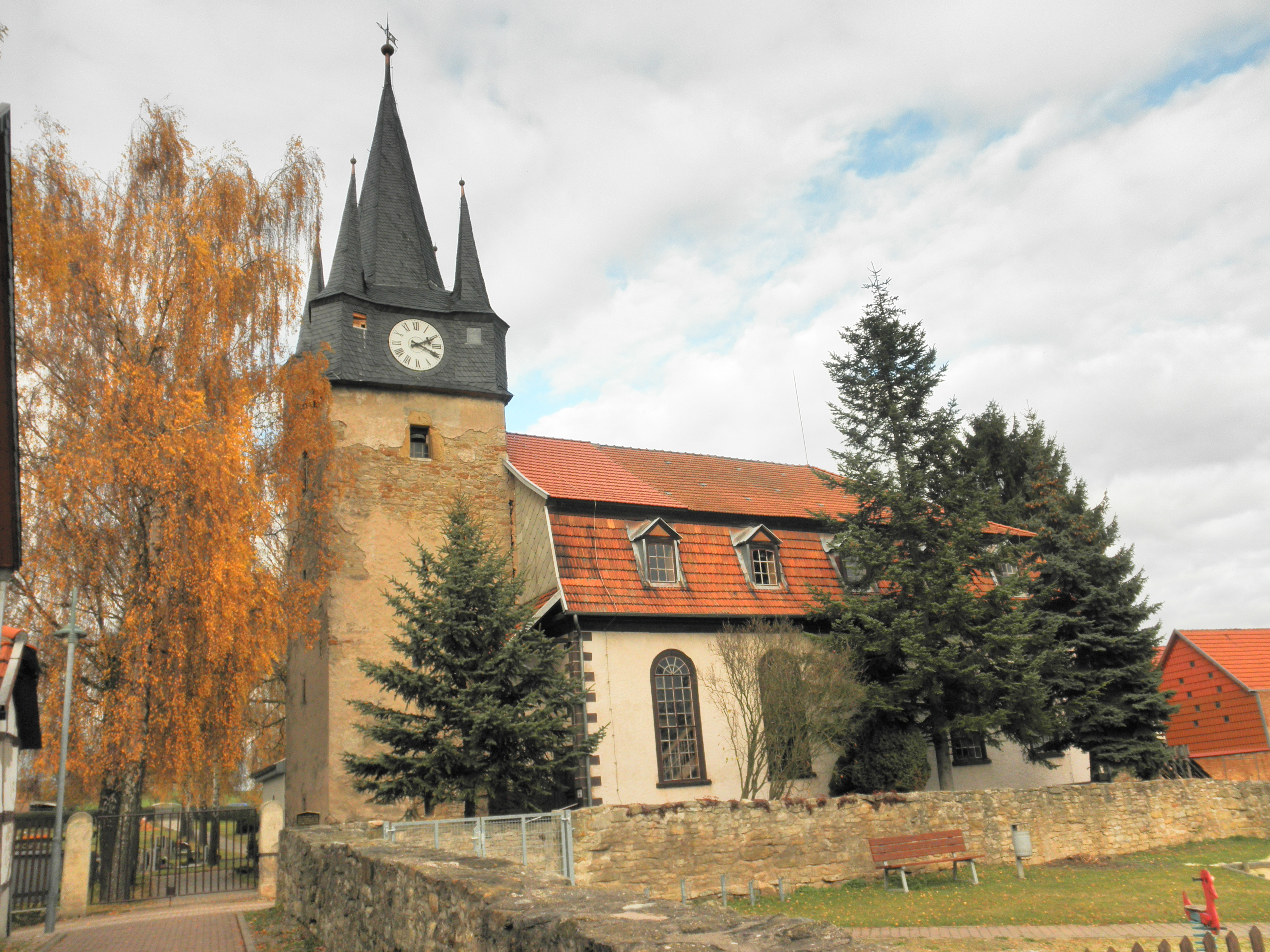
Holzsußra, St. Bonifatius

Die evangelisch-lutherische Kirche St. Bonifatius  steht in Holzsußra, eine Gemeinde im thüringischen Kyffhäuserkreis. Die Kirchengemeinde Holzsußra im Pfarrbereich Schlotheim gehört zur Pfarrei Körner-Menteroda-Schlotheim im Kirchenkreis Bad Frankenhausen-Sondershausen der Evangelischen Kirche in Mitteldeutschland.

## Beschreibung
An gleicher Stelle stand bereits im 8. Jahrhundert eine Kapelle, die Bonifatius geweiht war. Der eingezogene Kirchturm der heutigen Saalkirche von 1833/34 stammt von einem Vorgängerbau aus dem Jahr 1463, wie einer Inschrift an der Südseite zu entnehmen ist. Der Turm ist mit einem hohen achtseitigen Zeltdach bedeckt, das von vier spitzen Pyramidendächern flankiert wird. Die Schießscharten, die noch vorhandenen sind, lassen auf eine frühere Wehrkirche schließen. Das heutige Kirchenschiff ist ein einheitlicher Rechteckbau, der mit einem Mansarddach bedeckt ist. Die Kirchenausstattung aus der Bauzeit ist vollständig erhalten. Der Innenraum ist mit einem hölzernen Tonnengewölbe überspannt, das um 1900 mit einfachen Friesen und kleeblattförmigen Medaillons ausgemalt wurde. An drei Seiten sind zweigeschossige Emporen. Die Glasfenster im Chor hat die Glasmalerei Wilhelm Franke 1918/19 geschaffen. Der Kanzelaltar ist klassizistisch. Das Taufbecken in der Turmvorhalle ist aus dem 15. Jahrhundert.
Die Orgel mit 16 Registern, verteilt auf zwei Manuale und Pedal, wurde 1902 von Adam Eifert gebaut und 1991 von Rösel & Hercher Orgelbau restauriert.